# Нат Апанай
Нат Апана́й (имя и фамилия при рождении Ната́лья Апана́ева; род. 11 декабря 1986, Набережные Челны) — российский современный художник, архитектор, перформер. Работает с видеоинсталляцией, ленд-арт, science art. Живёт в Москве, Россия. Член организации Творческий союз художников России, отделение «Новые течения». Попечитель благотворительного фонда «Доступ».
Работы представлены галеристами и кураторами из Майами, Берлина, Дубай, Лондона. Картины хранятся в частных коллекциях США, Швейцарии, Южной Кореи, Великобритании, ОАЭ, Франции, России.

## Биография
Родилась в Набережных Челнах, республика Татарстан в 1986 году, воспитывалась в семье потомственных врачей. Принадлежит к потомкам татарского купеческого рода Апанаевы (Apanay).
В 1994—2004 училась в специализированной Гимназии № 77 и получала художественные академические знания в школе искусств «Да-Да» в городе Набережные Челны. В 2010 году получила степень магистра по архитектуре в Архитектурно-строительном университете в Казани и параллельно второе высшее образование в Национальном научно-исследовательском университете — переводчик с английского языка в сфере профессиональных коммуникаций. Летние практики проходила в студиях Нью-Йорка и Лондона.
2004—2010 получила степень магистра по архитектуре и степень бакалавра по специальности переводчика с английского языка в сфере профессиональных коммуникаций.
2012—2018 работала главным архитектором в Представительстве «Toyota & Lexus», далее была приглашена в Представительство «Jaguar Land Rover» также в качестве главного архитектора. Реализовала проект строительства испытательного гоночного полигона и бутика в Москве и Подмосковье.
К 2016 году занимала должность главного архитектора в одной из крупных московских девелоперских компаний — Capital Group, где осуществляла управление проектами в сотрудничестве с Департаментом строительства Москвы, работала с мировыми лидерами в областях архитектуры и дизайна, курировала проекты строительства башен в Москва-Сити, реновации районов столицы, реконструкции исторических зданий и реализации проектов престижных жилых комплексов.
В 2020 году на Лубянской площади провела перформанс «Герои нашего времени».

## Образование
- Казанский государственный архитектурно-строительный университет, Казань, Россия. Специальность — архитектура, степень — магистр. 2004—2010 г.
- Казанский национальный исследовательский технический университет имени А. Н. Туполева, Казань, Россия. Специальность — переводчик в сфере профессиональных коммуникаций (английский язык), степень — бакалавр. 2007—2010 г.
- Московский государственный университет имени М. В. Ломоносова, Москва, Россия. Философский факультет, дополнительное образование. 2020—2021 г.
- Свободные мастерские Московского музея современного искусства ММОМА по специальности художник, «Новейшее искусство».

## Творчество
Работы Нат отличаются философской и сюрреалистичной визуальными темами. Сам автор именует свой язык передачи идей как «дух в действии» или «панпсиходелизм».
Художник использует для реализации проектов собственные технические приемы: скульптуры из переплавленного пластика, переосмысление МРТ снимков человеческого мозга, интуитивное письмо и интуитивные же практики при воплощении лэнд-арт объектов и материалы: кости, землю, кровь, нефть, переработанный пластик.

##### Персональные выставки
- 2020 — Artpogost Gallery, Москва, Россия[6][7][8]
- 2021 — Haze Gallery, Берлин, Германия[9]

##### Групповые выставки и фестивали
- 2020 — Everart Weekend, GUM Red Line Gallery, Москва, Россия[10][11][12]
- 2020 — Международное биеннале современного искусства Аltai Biennale[13]
- 2020 — Sonia Monti Gallery, Париж, Франция
- 2020 — Art Shopping Salon, Париж, Франция[14]
- 2021 — Здесь на Таганке галерея, куратор Андрей Бартенев[15]
- 2021 — Международный фестиваль современного искусства Everart Weekend, Москва[16][17][18]
- 2022 — выставка молодых художников, студентов «Свободных мастерских» ММОМА — «ПРОЦЕСС С-41»[19]